# Эрмитажная школа Г. Я. Длугача
Эрмитажная школа Г. Я. Длугача (творческое объединение «Эрмитаж», «Эрмитажная школа», школа Длугача-Зайцева) — неофициальная группа художников, возникшая в конце 1950-х годов под руководством Григория Яковлевича Длугача.

## О творческом объединении
«Школа Г. Я. Длугача, продолженная А. П. Зайцевым занималась аналитическим копированием шедевров Эрмитажа. Так возникла группа „Эрмитаж“. Работы их парадоксально сочетают математическую гармонию классиков и громадную экспрессию. Особенно проявился здесь В. Филимонов» — такую характеристику дал этому направлению искусствовед и коллекционер Николай Иннокентьевич Благодатов в статье «Ленинградские группы андеграунда в 1950—1960-е годы».
Картины художников данного объединения находятся в Государственном Эрмитаже, Государственном Русском музее, музее нонконформистского искусства. Наиболее полно представлены в музее Царскосельская коллекция. Город Пушкин. Там же появилось новое название — «Школа Длугача-Зайцева» , а местом творческой деятельности был Государственный Эрмитаж.
«Эрмитажная школа» представляет собой соединение двух методов копирования.
Длугач, Григорий Яковлевич создал конструктивно-интуитивный метод копирования. Зайцев, Александр Павлович — автор математического метода исследования картинной плоскости.

## История
Григорий Яковлевич Длугач родился 9 апреля 1908 года в Двинске (Даугавпилсе). В 1928 году приехал в Москву, поступил на рабочий факультет искусства, который затем перевели в Ленинград. Был принят в Академию художеств. Испытал сильное воздействие К. С. Петрова-Водкина и П. Н. Филонова. Из Академии был отчислен «за формализм». В середине 1950-х начал копировать старых мастеров в Эрмитаже, постепенно вырабатывая свои принципы конструктивного анализа картины. Г. Я. Длугач был всецело предан картинам старых мастеров. Считал квадрат Малевича смертью искусства. В копировании стремился дойти до мельчайшего атома, на примере которого можно понять, как устроена вся композиция картины. Он выявлял внутреннюю структуру картины, интуитивно находя вертикальные горизонтальные и диагональные линии пронизывающие картину насквозь.
Первая выставка в которой Григорий Яковлевич участвовал это выставка произведений художников Москвы и Ленинграда в 1988 году. Тушинское товарищество художников.
Г. Я. Длугач: «Только предельная чуткость, соединенная с мастерством и творческим темпераментом, дает цельность работе, где все сказано, где ни прибавить, ни убавить ничего невозможно. Все это есть в произведениях старых мастеров. Я повторял, и буду повторять: нет ни импрессионистов, ни реалистов, ни кубистов, а есть классика».
Первое поколение учеников Длугача — это Гавричков, Леонид Амчиславский, Вацлав Дземяшкевич, Александр Павлович Зайцев, Ярослав Лаврентьев, Ирина Соколова,
Зайцев, Александр Павлович, член Союза художников СССР профессор Ленинградского Высшего художественно-промышленного училища имени В. И. Мухиной. В 60-е Александр Павлович начал посещать занятия у Г. Я. Длугача в Эрмитаже, копируя и интерпретируя картины старых мастеров. В 1961 разработал свой альтернативный метод копирования и творчества, в основе которого лежит математика в частности применение Пифагорово-Платоновской пропорции (корень из трех к единице), и применение ленты Мебиуса в качестве композиционной схемы.
А. Зайцев о форматах картины: «Геометрическое решение, заложенное в основе композиции, обуславливает формат картин и, будучи подвержено математизирующей дисциплине, определяет в картине Рейсдаля „Берег моря“ и линию горизонта, и расположение облаков. Сколько поэзии! Сколько эмоций! Но по формальной сути своей -это всего лишь логическое распределение контрастов. Это ЧИСЛО»
В 1964 А. П. Зайцев начал преподавать в Таврическом художественное училище и начал опробовать свой метод на студентах. Было положено начало школе математического интерпретирования. Многим своим ученикам А. П. Зайцев посоветовал копировать в Эрмитаже под руководством Г. Я. Длугача. Это Вадим Филимонов, Марк Тумин, Сергей Даниэль, Альберт Бакун. В 90-е годы по просьбе Г. Я. Длугача Александр Зайцев привел к нему своих учеников из студии Юсупова. Это Рашид Алмаметов, Наталья Сапрыкина, Вера Соколова-Зайцева, В.Крайнов.
Кроме выше перечисленных художников «Эрмитажные» занятия посещали Полина Кочубеева, Вадим Кочубеев, Геннадий Матюхин, Владимир Кагарлицкий, Юрий Гусев, Александр Даниэль, Александр Рохлин, Леонид Нейфах.
Ученики Эрмитажной школы имели возможность изучить два метода конструктивного исследования: интуитивный, принадлежавший Григорию Яковлевичу Длугачу, и математический метод интерпретации картины Александра Зайцева.
В дальнейшем А. П. Зайцев развивал свои идеи математического копирования во время руководства Студенческим научным обществом (СНО) на базе Ленинградского Высшего художественно-промышленного училища имени В. И. Мухиной. Предметом исследований являлись картины эпохи Возрождения, иконопись. Один из учеников А. Зайцева — Александр Кондратьев создал художественные группы «Кочевье» и «Шва». В их основу легли принципы построения картины изучавшиеся на занятиях СНО. Две эти группы впоследствии дополнили эрмитажную школу Длугача-Зайцева.

## Основные выставки
- 1998 — «Круги от Камня» — Манеж (Санкт-Петербург)
- 6 ноября 1998 г. — 6 декабря 1998 г. — «Неклассическая классика» Санкт-Петербург, Государственный Эрмитаж